# سولماز آقمقانی
سولماز آقمقانی (زاده ۱۵ خرداد ۱۳۶۳ در تهران) بازیگر سینما و تلویزیون اهل ایران است.
وی تاکنون در فیلم‌هایی چون مسافر، کلانتر، زائر سرای ممتاز، وفا، سرنوشت، مادر زن سلام و بی اجازه 
و همچنین در مجموعه‌های تلویزیونی دیدار، راه شب، سه در چهار، ما فرشته نیستیم، روزگار قریب و تعطیلات رویایی به ایفای نقش پرداخته‌است. در فیلم سینمایی دو عروس (۱۳۹۳) به کارگردانی داود موثقی او و همسرش علی خیامی در کنار یکدیگر به ایفای نقش پرداختند.

## فیلم شناسی

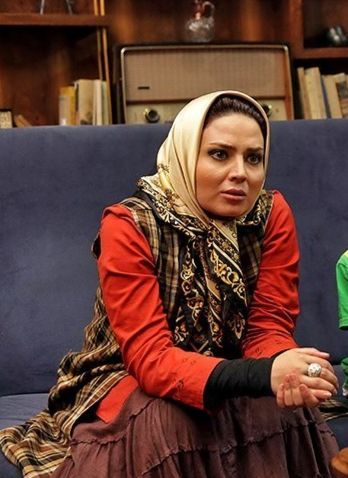
سولماز آقمقانی در پشت صحنه فیلم دو عروس، آذر ۱۳۹۳

### سینمایی
| سال  | فیلم سینمایی | کارگردان           |
| ---- | ------------ | ------------------ |
| ۱۳۸۵ | مادر زن سلام | خسرو ملکان         |
| ۱۳۸۹ | سیازنگی      | ابراهیم ابراهیمیان |
| ۱۳۸۹ | بدون اجازه   | مرتضی احمدی هرندی  |
| ۱۳۹۱ | آخرین سرقت   | پدرام علیزاده      |
| ۱۳۹۳ | دو عروس      | داوود موثقی        |
| ۱۳۹۵ | لامبورگینی   | محمد اسدنیا        |

### مجموعه تلویزیونی
| سال  | نام سریال        | کارگردان                        | توضیحات                                           |
| ---- | ---------------- | ------------------------------- | ------------------------------------------------- |
| ۱۳۸۳ | فصل زرد          | محمدرضا زهتابی                  | شبکه ۱                                            |
| ۱۳۸۳ | زائرسرای ممتاز   | حمید بهمنی                      | شبکه ۲ ۲۶ قسمت                                    |
| ۱۳۸۴ | راه شب           | داریوش فرهنگ                    | شبکه ۳ ۲۶ قسمت                                    |
| ۱۳۸۴ | کلانتر ۲         | محسن شاه محمدی                  | شبکه ۱ ۱۷ قسمت بازی در اپیزود مسافر خوشبختی       |
| ۱۳۸۵ | وفا              | محمدحسین لطیفی                  | شبکه ۳ ۱۵ قسمت پخش در ایام نوروز                  |
| ۱۳۸۵ | تا صبح           | مجید جوانمرد محمدعلی باشه آهنگر | شبکه تهران ۲۰ قسمت                                |
| ۱۳۸۶ | سرنوشت           | محمدرضا زهتابی                  | شبکه ۱ ۱۹ّ قسمت                                    |
| ۱۳۸۶ | روزگار قریب      | کیانوش عیاری                    | شبکه ۳ ۳۶ قسمت                                    |
| ۱۳۸۷ | دیدار            | سید جواد هاشمی                  | شبکه ۳ ۱۰ قسمت                                    |
| ۱۳۸۷ | پس از سال‌ها      | اکبر خواجویی                    | شبکه ۳ ۱۸ قسمت                                    |
| ۱۳۸۷ | سه در چهار       | مجید صالحی                      | شبکه ۱ ۲۶ قسمت                                    |
| ۱۳۸۹ | عمارت پدری       | اکبر منصور فلاح                 | شبکه تهران ۴۰ قسمت                                |
| ۱۳۸۹ | همچون سرو        | بیژن بیرنگ                      | شبکه ۲ ۲۶ قسمت                                    |
| ۱۳۹۱ | خواب بلند        | احمد کاوری                      | شبکه ۳ ۶ قسمت                                     |
| ۱۳۹۲ | بی‌قرار (فصل اول) | فلورا سام                       | شبکه ۱ ۱۰ قسمت                                    |
| ۱۳۹۳ | ما فرشته نیستیم  | فلورا سام                       | شبکه تهران ۱۶ قسمت پخش در ایام نوروز              |
| ۱۳۹۳ | بی‌قرار (فصل دوم) | فلورا سام                       | شبکه ۲ ۲۸ قسمت پخش چهار سال پس از تولید در سال ۹۷ |
| ۱۳۹۷ | تعطیلات رؤیایی   | علیرضا امینی                    | شبکه ۲ ۱۵ قسمت پخش در ایام نوروز                  |